# María José Rodríguez Tobal
Marijose Rodríguez Tobal (Zamora, 1959), artista multidisciplinar. Fue Procuradora de Podemos en las Cortes de Castilla y León por la circunscripción de Zamora en las elecciones de 2015.

## Datos biográficos
Marijose Rodríguez Tobal nació en Zamora en 1959. Diseñadora Gráfica. Se graduó en Artes Aplicadas en la especialidad de Dibujo Publicitario. Su obra como artista plástica abarca diferentes disciplinas. Desde 1988, muestra sus piezas y  performances en exposiciones individuales y colectivas, en España, Argentina y EE. UU. destacando su participación en propuestas como la del Son del Duero del Ayuntamiento de Zamora. Vinculada con la poesía (hermana del poeta y traductor de lírica grecolatina Juan Manuel Rodríguez Tobal ) colabora con  diferentes poetas aportando ilustraciones a sus poemarios. En mayo de 2022 publica su primera novela, Barbería Lin, en la editorial Salto al vacío. En diciembre de 2023 publica una segunda novela, La belleza de las cosas, de la colección De la belleza de Eolas ediciones.  Activista y colaboradora de asociaciones para la Defensa de los Animales .  Ha impartido cursos de formación artística.

## Actividad política
Rodríguez Tobal comenzó su vínculo con Podemos participando en las asambleas del círculo de Zamora, de cuya coordinadora fue miembro . Se presentó como candidata en las Primarias de Podemos, obteniendo 1.278 votos, casi el 41% de los votos emitidos. Los votos obtenidos la legitimaron para ser cabeza de lista en las Elecciones a las Cortes de Castilla y León de 2015 Resultó elegida como Procuradora por la circunscripción de Zamora. Es conocida por la labor que llevó a cabo como “la procuradora de la gente”